# Macque
Die Macque, nach anderer Quelle Marque auch als Volumenmaß, war ein französisches Zähl- und Längenmaß für Woll-Garn und galt in Sedan und Elbeuf. Es stellte eine regionsbestimmte unselbstständige Untermenge eines Stranges, das sogenannte Gebinde, dar. 
Beim Aufwinden des Garns auf die Zählhaspel wurde nacheinander jeweils eine regional unterschiedliche Anzahl sogenannter Faden (französisch Fil) zu einem Gebinde oder Macque verschnürt oder abgebunden (daher der Name „Gebinde“). Eine bestimmte Menge Macques bildete schließlich den fertigen Garnstrang (französisch Écheveau). Ein Faden wurde durch eine volle Umdrehung einer Haspel abgemessen. Die Fadenlänge war daher vom Umfang der Haspel abhängig.  
Die Nummerierung des Garns nach dem englischen System richtete sich nach der Anzahl von Strängen pro alten Mark-Gewicht in Pfund, dem Livre de marc von 489,5 Gramm. Garnnummer 8 bedeutete beispielsweise acht Stränge pro Pfund.

## Sedan
- 1 Fil = 1,543 Meter
- 1 Macque = 44 Fils = 67,892 Meter
- 1 Écheveau = 22 Macques = 1493,6 Meter

## Elbeuf
- 1 Fil = 2 Meter
- Son/Macque = 45 Fils = 90 Meter
- 1 Quart = 40 Macque
- 1 Écheveau = 4 Quarts = 3600 Meter

## Andere Bezeichnungen für das Maß von Gebinden
- Bind
- Fitze
- Haspelknipp
- Klapp
- Wiedel